# マギー (映画)
『マギー』（Maggie）は、2015年にアメリカ合衆国で製作されたホラードラマ映画。監督はこれが長編デビュー作となるヘンリー・ホブソンが務めた。製作・主演はアーノルド・シュワルツェネッガー。共演はアビゲイル・ブレスリン、ジョエリー・リチャードソン。

## ストーリー
近未来。感染するとゾンビになってしまう謎のウイルスによって世界は崩壊の危機を迎えていた。アメリカ合衆国の田舎町に住むヴォーゲル一家もゾンビとウイルスの恐怖に怯えながら生活を送っていたが、ある日一家の16歳の娘マギーがウイルスに感染していると診断され隔離病棟へと収容されてしまう。だが、彼女の父親であるウェイドはこれを受け入れることが出来ず、隔離病棟へと乗り込み娘マギーを我が家へと連れ帰るのだった。しかし、当然そのような行為が許されるはずはなく、地元警察をはじめとした周囲の人物とウェイドはマギーを巡って対立。ついにウェイドは決断を迫られるのだった。

## キャスト
※括弧内は日本語吹替
- ウェイド・ヴォーゲル - アーノルド・シュワルツェネッガー（玄田哲章）
- マギー・ヴォーゲル - アビゲイル・ブレスリン（竹内恵美子）
- キャロライン・ヴォーゲル - ジョエリー・リチャードソン（有賀由樹子）
- レイ - ダグラス・M・グリフィン（堀越富三郎）
- ホルト - J・D・エヴァーモア（英語版）
- ボニー - レイチェル・ホイットマン・グローヴス
- カプラン医師 - ジョディ・ムーア（宮崎敦吉）
- トレント - ブライス・ロメロ (田所陽向)
- アリー - レーデン・グリア
- ボビー・ヴォーゲル - エイデン・フラワーズ（山田唯菜）
- モリー・ヴォーゲル - カーセン・フラワーズ（設楽麻美）